# Straßen-Gänsefuß
Der Straßen-Gänsefuß (Oxybasis urbica, Syn. Chenopodium urbicum), auch Stadt-Gänsefuß, Dorf-Gänsefuß oder Steif-Gänsefuß genannt, ist eine Pflanzenart aus der Familie der Fuchsschwanzgewächse (Amaranthaceae). Sein ursprüngliches Verbreitungsgebiet ist Europa und Asien. Als eingeführte Art kommt er auch in Nordamerika vor.

## Beschreibung

### Vegetative Merkmale

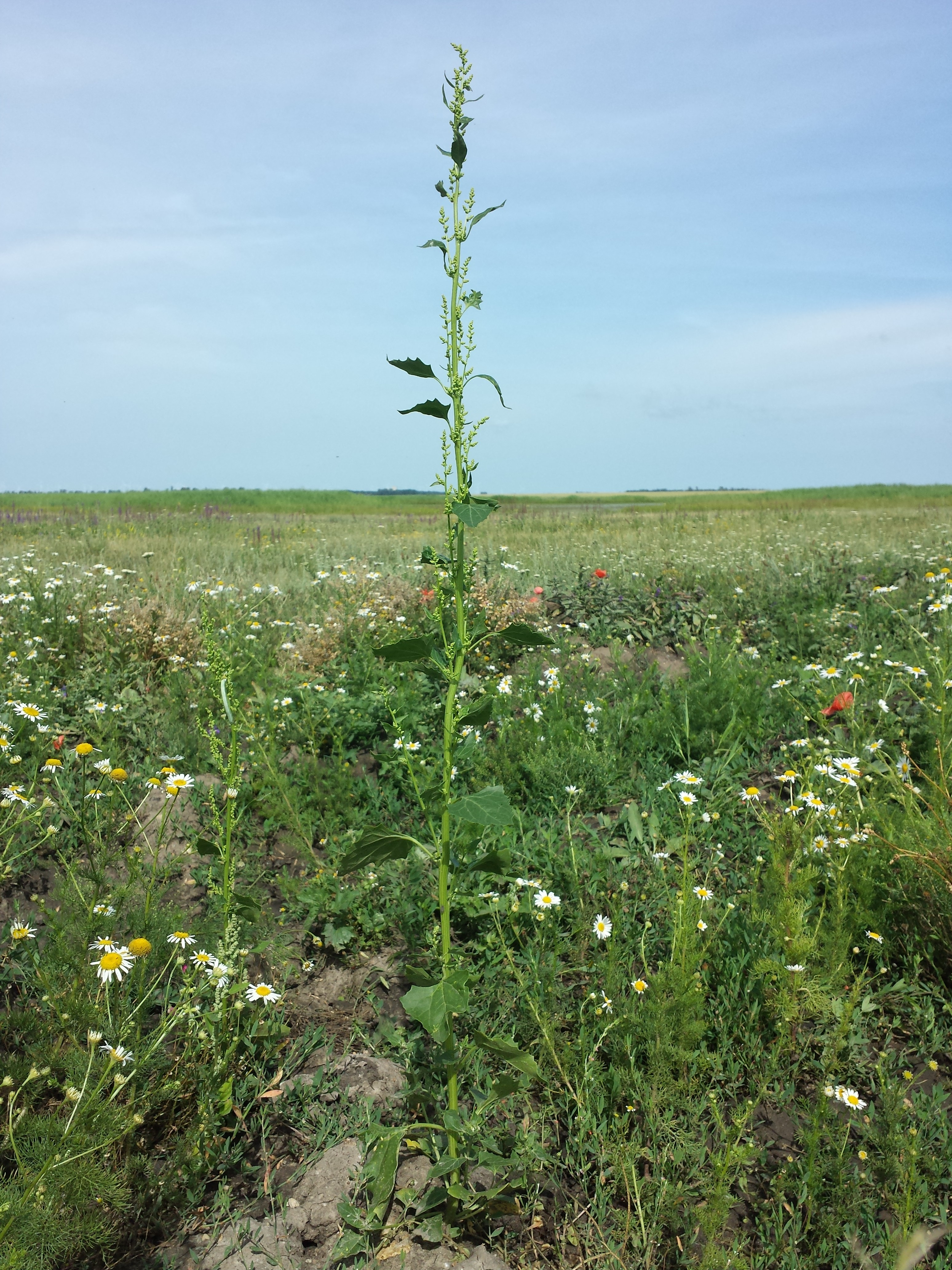
Habitus

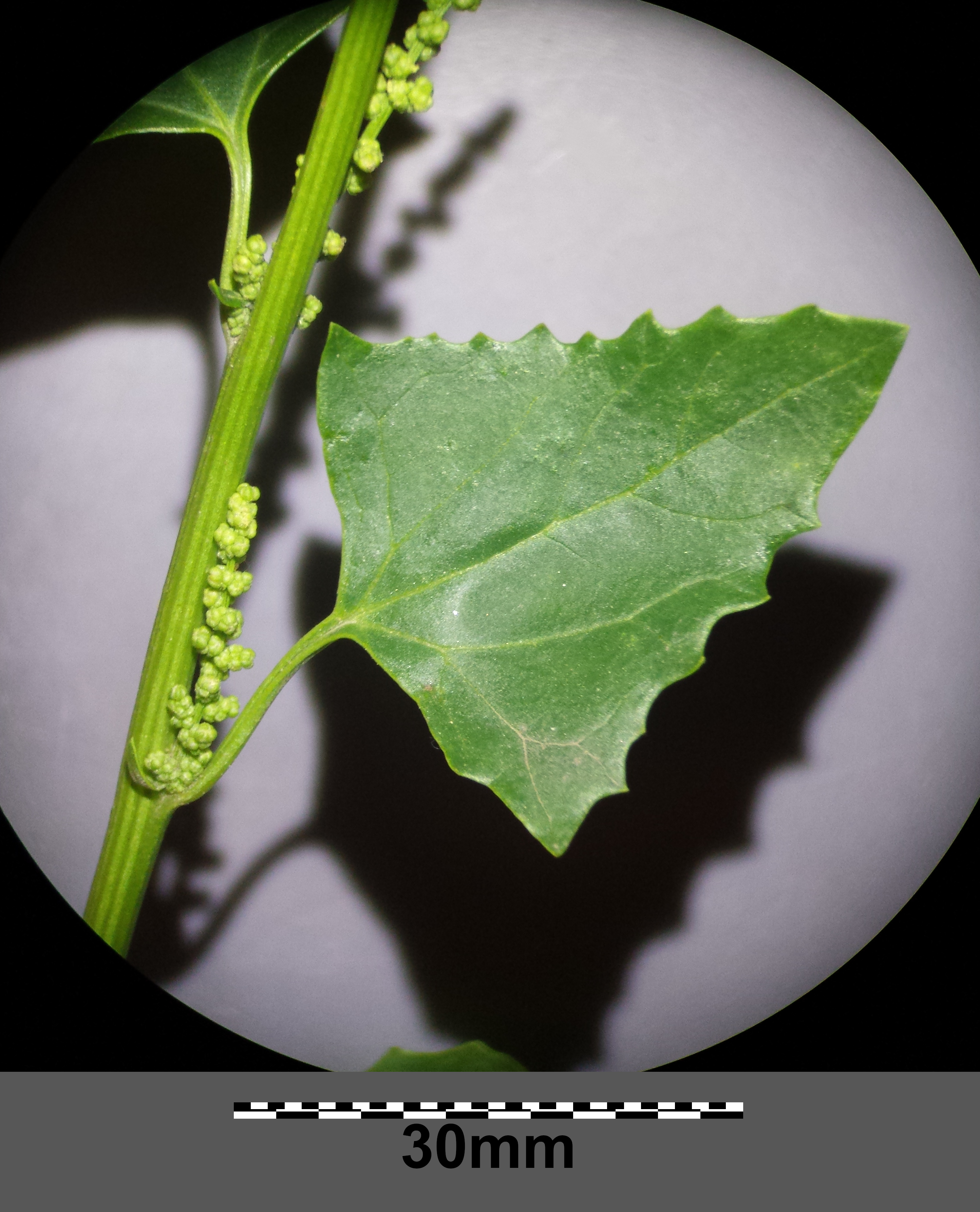
Laubblatt

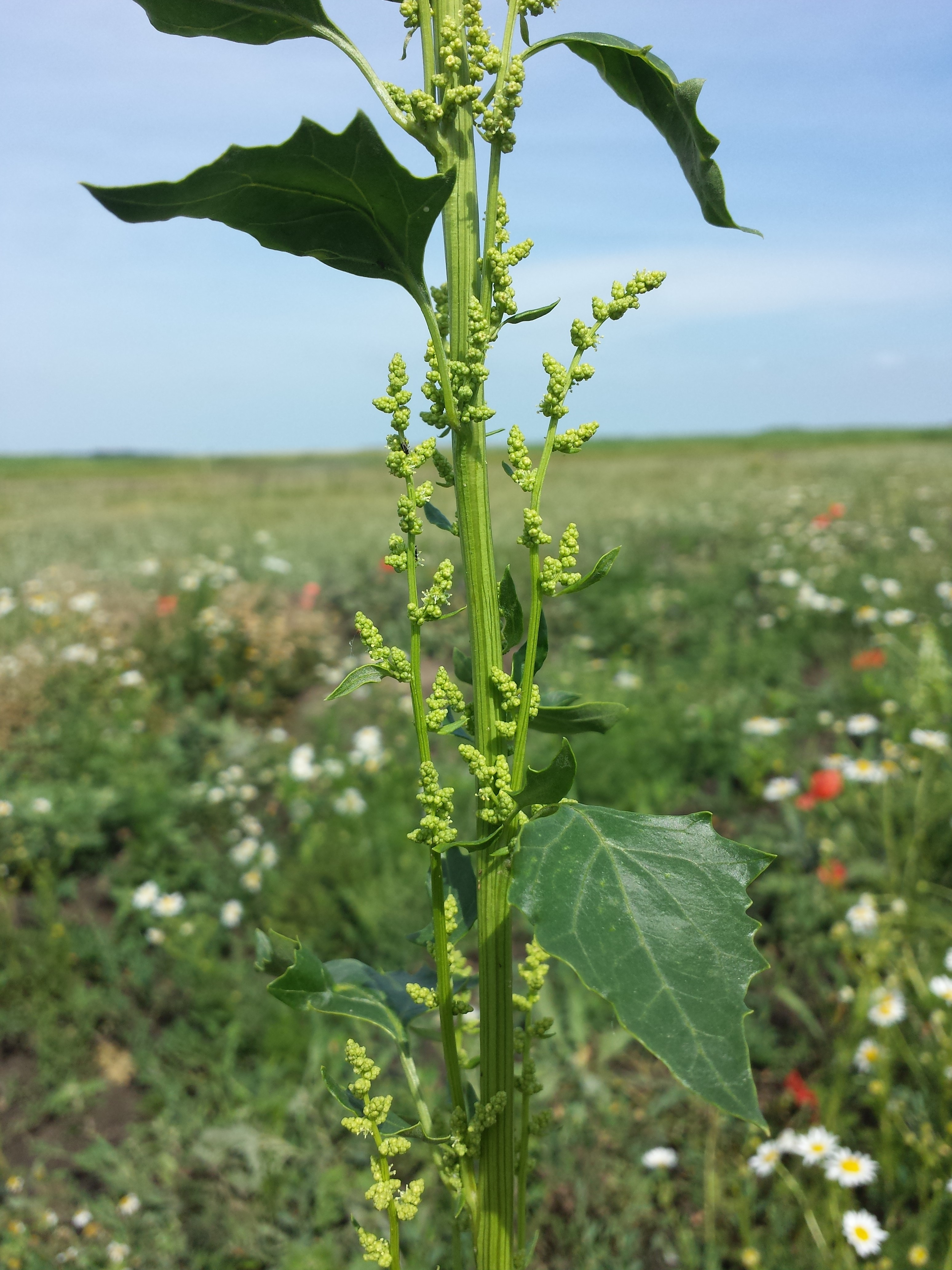
Blütenstand

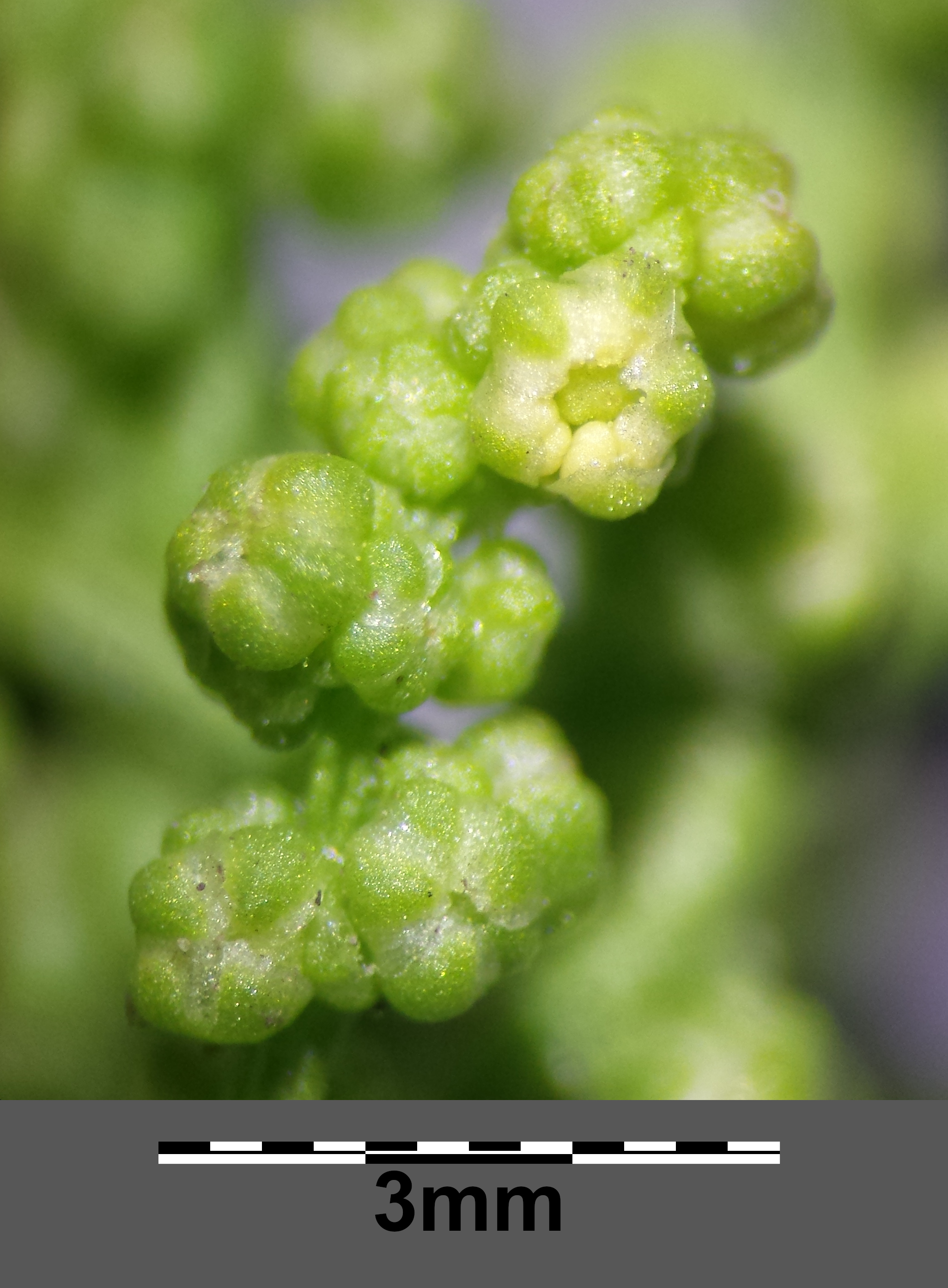
Blütenstand

Der Straßen-Gänsefuß ist eine einjährige krautige Pflanze. Der steif aufrechte Stängel erreicht eine Länge von 20 bis 100 (max. bis 120) cm und ist nicht oder nur schwach verzweigt, oft gelblich gestreift, gerippt und unbemehlt.
Die wechselständigen Laubblätter sind beiderseits (oliv)-grün und fast kahl. Die unteren Blätter erreichen eine Länge von 3 bis 11 (selten bis 20) cm und eine Breite von 3 bis 10 cm und sind 1,5 bis 4 cm lang gestielt. Die Blattspreite ist dreieckig oder rhombisch, mit gestutzter oder keilförmiger Basis, am Rand bogig gezähnt oder mit nach außen gerichteten basalen Lappen. Die oberen Blätter können auch lanzettlich und fast ganzrandig sein.

### Blütenstand und Blüte
Die Blütenstände sind end- oder seitenständige, steif aufrechte, nahezu blattlose ährige Rispen. In gedrängten, kleinen, fast kugeligen Knäueln (Teilblütenständen) von 2,0 bis 3,5 mm Durchmesser stehen die Blüten zusammen. Vorblätter fehlen. Die Blüten sind zwittrig oder weiblich. Die Blütenhülle besteht aus fünf gelbgrünen, bis zur Basis getrennten Tepalen. Diese sind breit eiförmig bis elliptisch mit einer Länge von 0,6 bis 0,8 mm und einer Breite von 0,4 bis 0,8 mm, oben stumpf und am Rücken gerundet oder etwas angeschwollen und kahl. Es sind 5 Staubblätter (bisweilen fehlend) und zwei kurze Narben vorhanden.

### Frucht und Samen
Zur Fruchtzeit bedeckt die Blütenhülle die linsenförmige Frucht locker und fällt nur teilweise zusammen mit dieser ab. Die häutige, braune Fruchtwand liegt dem Samen locker an. Der meist horizontale Same ist linsenförmig mit einem Durchmesser von 1,0 bis 1,2 mm und rundlichem Umriss und abgerundetem Rand. Seine (rotbraun)-schwarze Samenschale weist schwache, netzartige Streifen auf oder ist fast glatt.

### Chromosomenzahl
Die Chromosomenzahl beträgt 2n = 18.

## Ökologie
Die Bestäubung erfolgt in der Regel durch den Wind. Die Blütezeit reicht in Deutschland von Juni bis August.
Der Straßen-Gänsefuß ist eine Nahrungspflanze für die Raupen des Melden-Blattspanners (Pelurga comitata).

## Vorkommen und Gefährdung
Der Straßen-Gänsefuß ist von Europa über Südwestasien und Zentralasien bis ins westliche Sibirien verbreitet. Innerhalb Europas ist die Art sowohl im Norden als auch im Süden seltener. Eingeführt kommt sie auch in Nordamerika vor.
Sie besiedelt Ruderalstellen, ortsnahes Brachland, Eisenbahnstrecken, Felder und Flussufer. Während sie in Mitteleuropa im Flach- und Hügelland wächst, kann sie im Iran bis in Höhenlagen von 1770 m gedeihen.
In Deutschland ist diese Art schon vor mehr als einem halben Jahrtausend als Begleiter von Kulturpflanzen eingeschleppt worden (Archaeophyt). Hier wächst sie selten in Ruderalfluren an Schuttplätzen und Wegen, besonders in Eselsdistel- u. Wolldistel-Fluren (im System der Pflanzensoziologie: Verband Onopordion acanthii). Außerdem kommt sie an trockenfallenden Flussufern in Wasserpfeffer-Zweizahn-Uferfluren (Verband Bidention tripartiti) vor. Sie bevorzugt Wärme (Steppenklima) und stickstoffreichen Boden. Die ökologischen Zeigerwerte nach Landolt et al. 2010 sind in der Schweiz: Feuchtezahl F = 2+ (frisch), Lichtzahl L = 4 (hell), Reaktionszahl R = 4 (neutral bis basisch), Temperaturzahl T = 5 (sehr warm-kollin), Nährstoffzahl N = 5 (überdüngt), Kontinentalitätszahl K = 4 (subkontinental), Salztoleranz = 1 (tolerant).
Durch Bebauung, Dorfsanierungen, Burgrestaurierungen oder Mauerverfugung gehen die Bestände des Straßen-Gänsefuß in Mitteleuropa stark zurück. In Deutschland gilt er als vom Aussterben bedroht (Rote Liste gefährdeter Arten 1). Während er in Bayern als stark gefährdet eingestuft wird (Rote Liste 2), ist er in Schleswig-Holstein, Brandenburg, Sachsen-Anhalt, Sachsen, Thüringen und Hessen vom Aussterben bedroht (Rote Liste 1). Aus Niedersachsen, Mecklenburg-Vorpommern, Nordrhein-Westfalen, Rheinland-Pfalz, Baden-Württemberg, Hamburg und Berlin ist er bereits verschwunden (Rote Liste 0).
Auch in der Schweiz ist der Straßen-Gänsefuß in manchen Gebieten vom Aussterben bedroht und steht auf der Roten Liste. In Österreich ist er ebenfalls selten und stark gefährdet, in Kärnten bereits ausgestorben.

## Systematik
Oxybasis urbica (L.) S. Fuentes, Uotila & Borsch zählt zur Tribus Atripliceae in der Unterfamilie Chenopodioideae innerhalb der Familie Amaranthaceae.
Die Erstbeschreibung als Chenopodium urbicum erfolgte 1753 durch Carl von Linné in Species Plantarum. Durch molekulargenetische Untersuchungen stellte sich heraus, dass die Art nicht zu Chenopodium im engeren Sinne gehört. Daher wurde sie 2012 von Suzy Fuentes-Bazan, Pertti Uotila und Thomas Borsch in die Gattung Oxybasis gestellt.
Synonyme für Oxybasis urbica (L.) S. Fuentes, Uotila & Borsch sind Chenopodium urbicum L., Chenopodium deltoideum Lam. (nom. illeg.), Chenopodium intermedium Mert. & W.D.J.Koch, Chenopodium melanospermum Wallr. und Chenopodium rhombifolium Willd. sowie Anserina urbica (L.) Montandon und Atriplex urbica (L.) Crantz.

## Nutzung
Die jungen Blätter des Straßen-Gänsefuß können gekocht als Gemüse wie Spinat zubereitet werden. Rohe Blätter sollten allerdings wegen des Gehalts an Saponinen nur in geringen Mengen verzehrt werden. Die Samen sind ebenfalls essbar und werden wie Hirse gekocht. Gemahlen können sie auch als Mehlzusatz beim Backen dienen. Um die Saponine zu entfernen, sollten die Samen vor dem Kochen über Nacht in Wasser einweichen und anschließend gründlich abgespült werden.
Die ganze Pflanze kann als Färbepflanze für goldgrüne Farbtöne verwendet werden.